# Zwierzyniec (województwo warmińsko-mazurskie)
Zwierzyniec – zniesiona osada leśna w Polsce położona w województwie warmińsko-mazurskim, w powiecie lidzbarskim, w gminie Lidzbark Warmiński.
W latach 1975–1998 miejscowość administracyjnie należała do województwa olsztyńskiego.
Miejscowość została zniesiona 1 stycznia 2020 roku.